# Panagrolaimus fuchsi
Panagrolaimus fuchsi är en rundmaskart. Panagrolaimus fuchsi ingår i släktet Panagrolaimus och familjen Pangrolaimidae. Inga underarter finns listade i Catalogue of Life.